# ماركو ماريتش
ماركو ماريتش هو لاعب كرة قدم كرواتي في مركز الوسط، ولد في 25 أبريل 1983 في زغرب في كرواتيا. شارك مع منتخب كرواتيا تحت 17 سنة لكرة القدم ومنتخب كرواتيا تحت 21 سنة لكرة القدم. أما مع النوادي، فقد لعب مع شيكاغو فاير ونادي إيغاليو لكرة القدم ونادي زانثي ونادي زغرب ونادي ليل.

## وصلات خارجية
- ماركو ماريتش على موقع رابطة كرة القدم الفرنسية للمحترفين (الإنجليزية)
- ماركو ماريتش على موقع الدوري الأمريكي (الإنجليزية)
- ماركو ماريتش على موقع قاعدة بيانات كرة القدم.إي يو (الإنجليزية)
- ماركو ماريتش على موقع ليكيب (الفرنسية)
- ماركو ماريتش على موقع Soccerway.com (الإنجليزية)